# Cavitation

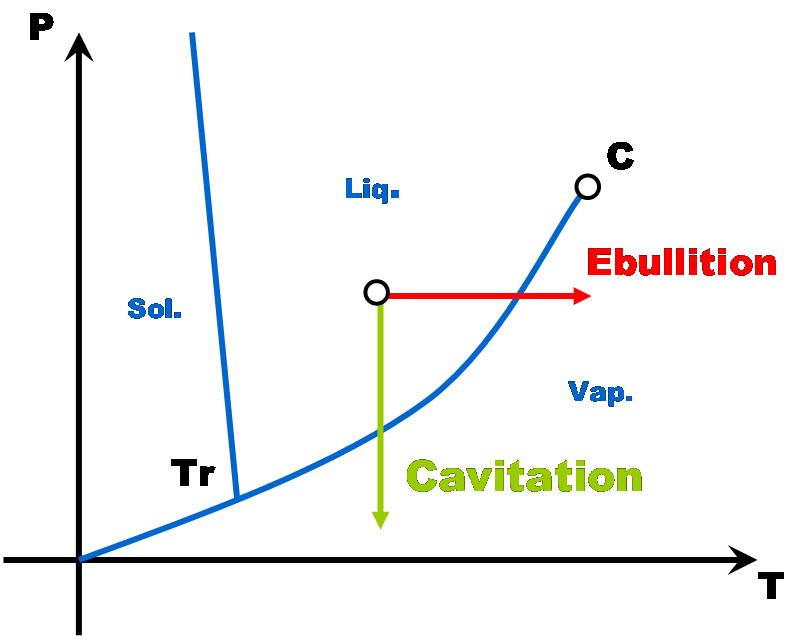
Diagramme pression-température de l'eau présentant la cavitation.

La cavitation (du latin cavus, « trou ») est la naissance et l'oscillation radiale de bulles de gaz ou de vapeur dans un liquide soumis à une dépression. Si cette dépression est suffisamment élevée, la pression peut devenir inférieure à la pression de vapeur saturante, et une bulle de vapeur est susceptible de se former.
La dépression peut avoir pour origine :
- l'écoulement du fluide ;
- une onde acoustique entraînant des variations de la densité du liquide ;
- une onde lumineuse entraînant des variations de la densité du liquide.

## Origine de la cavitation

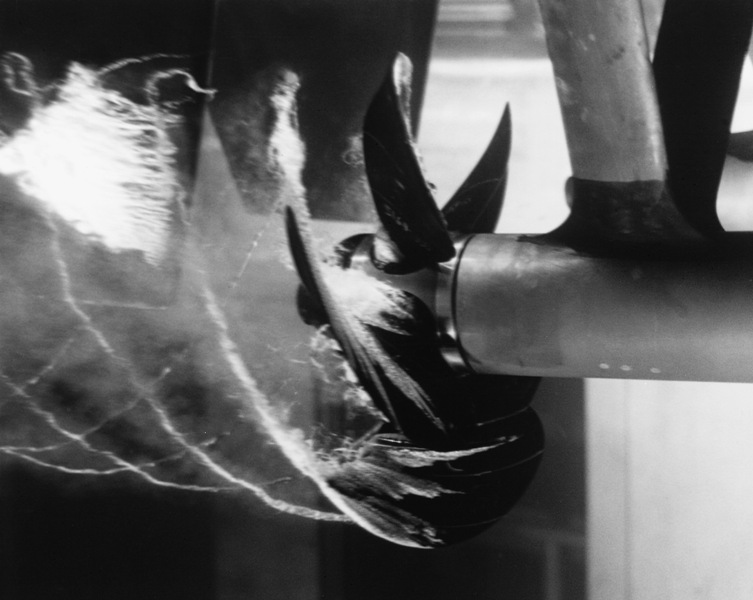
Cavitation créée expérimentalement par une hélice dans un tunnel d'eau.

La dépression peut avoir trois origines différentes connues à ce jour :
- elle peut être liée à un écoulement de liquide à forte vitesse, par exemple par effet Venturi, ou bien au voisinage d'une pale dans une pompe ou encore sur une hélice de bateau ou de sous-marin. En effet, une zone de forte vitesse dans un fluide correspond à une faible pression (cf. le théorème de Bernoulli). On parle de cavitation hydrodynamique, découverte en 1917 par Lord Rayleigh. Cela se traduit par exemple par un sillage de bulles, ainsi que par l'apparition d'une couche de vapeur accrochée à une pale (là où la dépression est la plus forte, c'est-à-dire à l'extrados ; attention toutefois, la bulle souvent observée n'est généralement que de l'air entraîné depuis la surface, et non de la cavitation : c'est le phénomène de ventilation, quand l'hélice est proche de la surface) ;
- elle peut être liée aux variations de densité d'un liquide soumis à une onde acoustique, en général des ultrasons de puissance. On parle alors de cavitation acoustique[1] ;
- elle peut être liée à une exposition à une forte énergie lumineuse. On parle alors de cavitation optique[2].

## Différents types de cavitation
On distingue trois types de cavitation :
- la cavitation à haut nombre de Reynolds : l'inertie du liquide (sa mise en mouvement) ralentit l'expansion du gaz ;
- la cavitation à faible nombre de Reynolds : la viscosité du liquide limite la vitesse d'expansion ;
- la cavitation élastique : la résistance élastique du milieu et la tension de surface limitent la dilatation du gaz.

Dans tous les cas, c'est la dépression qui fait grandir la bulle. Pour étudier ce phénomène, il est donc nécessaire d'étudier la relation qui lie la pression du fluide (loin de la bulle), et le rayon de la bulle (considérée comme sphérique). Pour cela, on s'appuie sur la nature du gaz, de la pression de Laplace, et éventuellement du module d'élasticité du fluide,.

### Cavitation à grand nombre de Reynolds

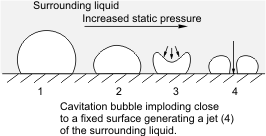
Principe de la formation puis implosion d'une bulle de cavitation, suivie de la projection d'un jet de liquide sur la surface.

Quelle qu'en soit l'origine, la cavitation a deux effets différents : 
- Les bulles de vapeur changent complètement le comportement du liquide. La cavitation hydrodynamique détruit le rendement de l'hélice ou de la pompe. L'énergie n'est plus transformée en mouvement (par exemple), mais soit elle reste dans l'engin moteur (qui peut ne pas supporter de sortir ainsi des conditions normales de travail), soit elle est diffusée sous une forme incontrôlée et donc probablement nuisible.
- Le plus souvent la bulle de vapeur est transitoire : son apparition élimine instantanément les conditions qui lui ont donné naissance. Se produit alors une implosion de la bulle. Cette implosion peut être si violente que la pression et la température à l'intérieur de la bulle peuvent prendre des valeurs très élevées (plusieurs milliers de bars, plusieurs milliers de kelvins). En implosant, la bulle peut émettre une onde de choc dans le liquide, qui permet de casser des gouttes (émulsification), de disperser, désagglomérer ou briser des particules solides, ou encore de nettoyer ou éroder des surfaces solides.

C'est pourquoi le contrôle du phénomène de cavitation est essentiel en hydrodynamique : il représente une limite, à cause de la perte de rendement voire de la destruction (des hélices et pompes) qu'il peut provoquer. Les impacts sur celles-ci se font toujours aux points de vitesse les plus élevées : intérieur des hydrauliques vortex et extérieur des hydrauliques mono et multicanaux (voir les photos suivantes).
La cavitation a un effet destructeur principalement sur les pompes oléohydrauliques haute pression : les micro-explosions arrachent la matière et détruisent la pompe. Les causes les plus fréquentes sont un filtre d'aspiration colmaté ou une prise d'air sur l'aspiration.

Exemples d'usures prématurées par la cavitation
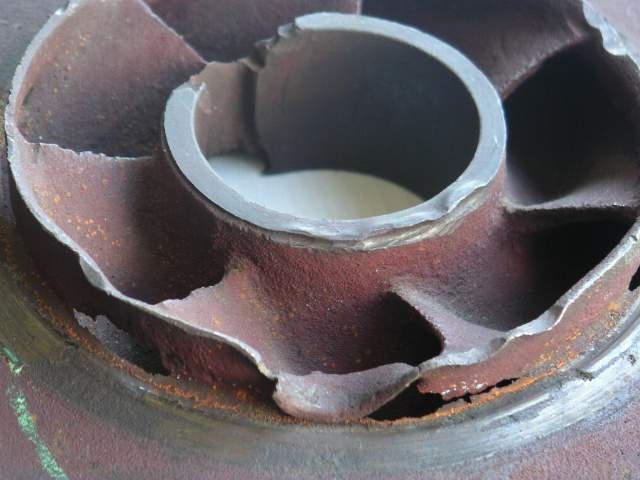
Pompe centrifuge détruite par la cavitation.
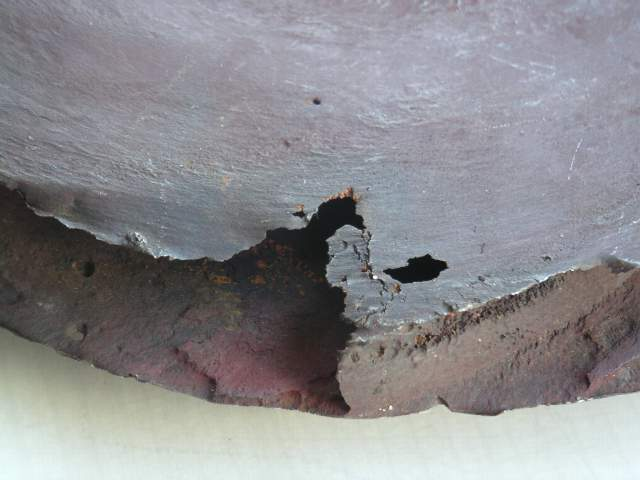
Détail de l'usure par cavitation d'un impulseur.
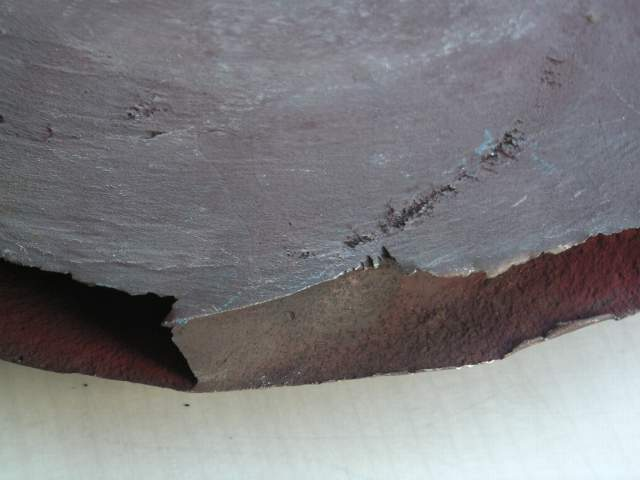
Détail de l'usure par cavitation d'un impulseur.
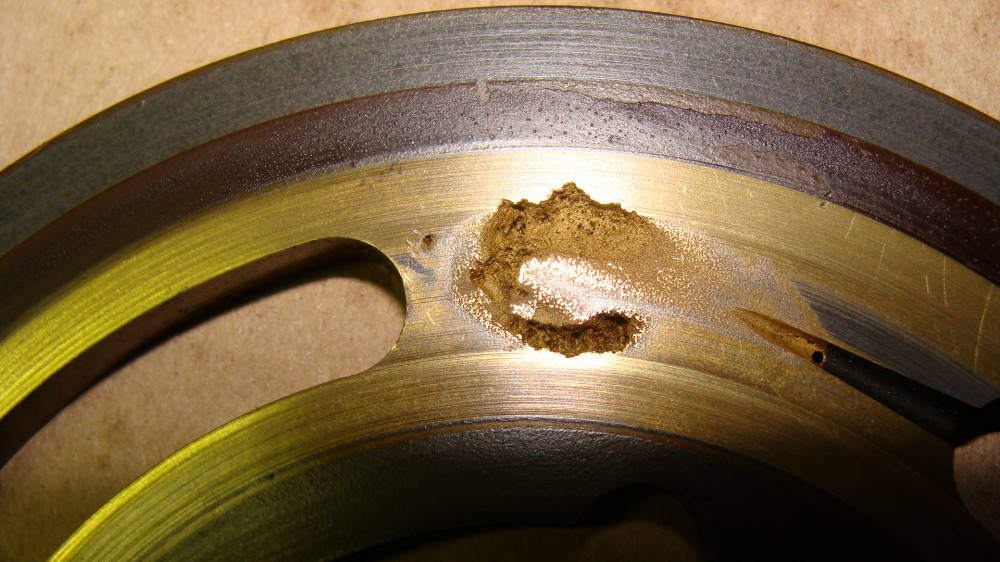
Glace de pompe oléohydraulique détruite par la cavitation.

## Prévision
Pour prévoir ce phénomène, on introduit le paramètre de cavitation, adimensionnel, noté {\displaystyle \sigma }. Il est défini par :
Avec : 
- {\displaystyle \Delta P} une grandeur caractéristique du système,
- {\displaystyle P_{\text{sat}}} la pression de vapeur saturante du liquide,
- {\displaystyle P_{a}} la pression en un point de référence.

Deux écoulements de géométries semblables avec le même σ verront la cavitation se produire en des points homologues, s’ils ont le même nombre de Reynolds.
D'une manière similaire, le NPSH (Net Positive Suction Head), est le supplément minimal de pression qu’il faut ajouter à la pression de vapeur saturante {\displaystyle P_{v}}, au niveau de l’entrée de la pompe, pour que la pression à l’intérieur de celle-ci ne puisse être inférieure à {\displaystyle P_{v}}. Le NPSH est défini par l'expression suivante : 

## Dommages causés par la cavitation

### Pompes, propulseurs et turbines

#### Cavitation de type vortex

Principales zones d'érosion par la cavitation sur un propulseur - 1) Bubble cavitation 2) Sheet cavitation 3) Blade root cavitation 4) Cloud cavitation 5) Propeller hull cavitation
6) Tip vortex cavitation 7) Hub vortex cavitation.

Ce type de cavitation est couramment rencontré dans les hélices marines. Une grande dépression se forme dans le cœur d'un tourbillon, c'est ce qui provoque la vaporisation de l'eau dans cette zone.
Les cas les plus célèbres de cavitation remontent aux années 1930-1940, lorsque les principaux paquebots (Bremen, Queen Mary, Normandie), se disputaient le record de vitesse de la traversée de l'Océan Atlantique. On a pu noter, sur ces hélices, des érosions et des arrachements métalliques qui pouvaient aller jusqu'à 14 centimètres de profondeur.
Ce phénomène d'érosion peut aussi se produire quand les pales de l'hélice aspirent de l'air par effet vortex ou ventilation, comme sur un scooter des mers.

#### Cavitation par poche attachée
La cavitation par poche attachée, appelée aussi cavitation du bord d'attaque ou cavitation d'entrée, se développe sur un profil en incidence, dans les installations hydrauliques ou sur les propulseurs. Elle se caractérise par une poche de vapeur attachée au bord d'attaque, qui génère des érosions sur les surfaces où elle se développe. Ces cavités de vapeur sont entraînées par l'écoulement et implosent dans la zone de compression. Elles induisent une dégradation des performances, ainsi qu'une augmentation du bruit.

#### Cavitation à bulles séparées
La cavitation se manifeste lorsque l'incidence de l'écoulement aux bords d'attaque est voisine de l'incidence nulle. Les bulles de vapeur subissent des expansions explosives déclenchées dans les zones de dépression puis elles implosent dans les zones de compression. Ce type de cavitation se produit principalement à la sortie des aubes des turbines Francis sur les côtés extrados ainsi que dans les pompes au voisinage du point de fonctionnement optimum (voir vidéo). Ces pulsations sont à l'origine du bruit de cavitation dans les machines hydrauliques.
- Vidéo
- Formation de bulles de cavitation dans une pompe à engrenages.

Dommages causés par la cavitation
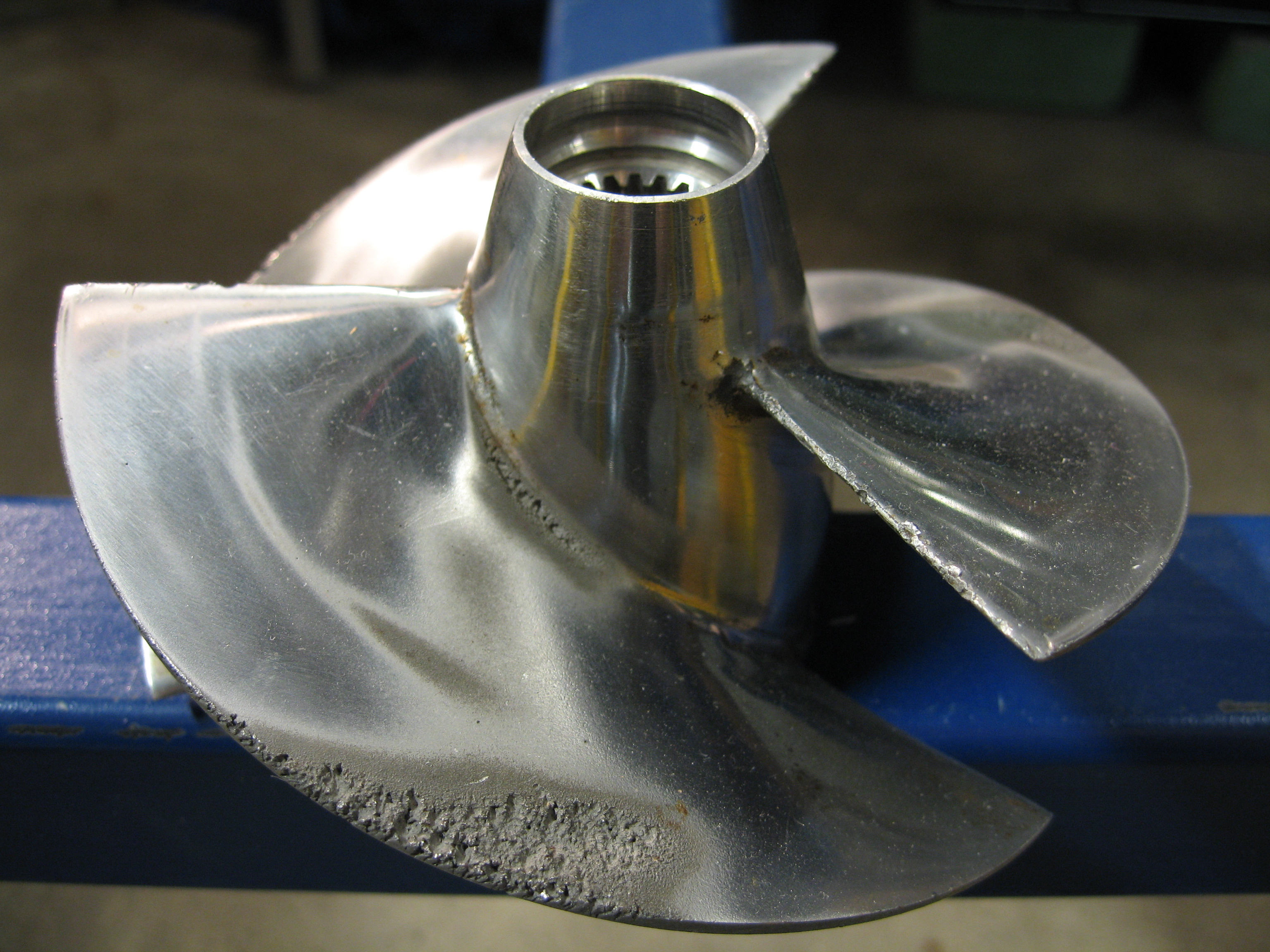
Dégâts dus à la cavitation sur un scooter des mers, concentrés sur le bord extérieur du propulseur où la vitesse de la lame est la plus grande.
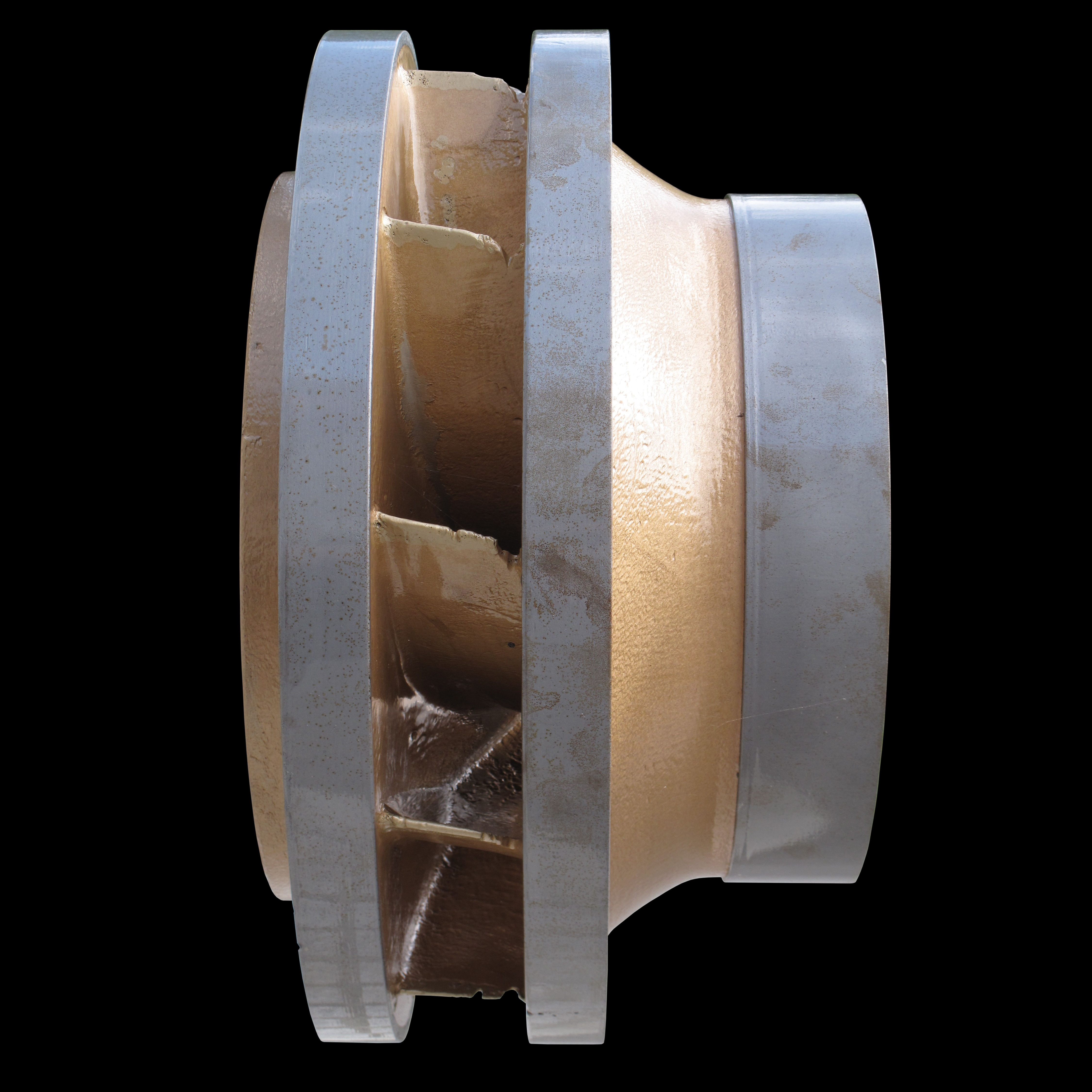
Turbine Francis de 1956, aux bords d'attaque des aubes, érodés par la cavitation.
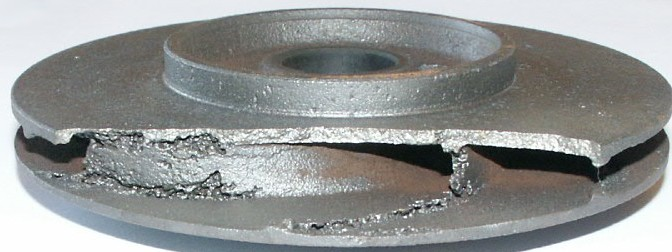
Dommages causés par la cavitation à une pompe centrifuge.

#### Résistance à la cavitation
Dans l'industrie, on améliore la résistance à la cavitation, en favorisant l'écoulement du fluide, avec l'utilisation du Polyamide 11 thermoplastique (nom commercial Rilsan PA 11), dans les tuyauteries ou dans l'aubage des turbines. Outre la prévention de la cavitation, ce traitement permet aussi de protéger les pièces métalliques de la corrosion, du colmatage, et de l'abrasion. Sur une turbine Kaplan, l'amélioration du glissement de l'eau sur l'aubage, fait augmenter le rendement de 10 %.
Le procédé d'application du polyamide 11 se fait à partir d'une poudre de différentes granulométries : on utilise une épaisseur de 120 μm à 150 μm, pour des dépôts effectués par un procédé électrostatique, et jusqu'à 600 μm pour des dépôts effectués dans un bain fluidisé.

#### Prévention de la cavitation
Dans le cadre de la maintenance industrielle prédictive, l'apparition des phénomènes de cavitation peut s'anticiper au moyen de détecteurs ultrasonores, avant que celle-ci ne devienne destructrice. Sur une turbine Francis, en particulier, l'analyse de la réponse vibratoire permet d'anticiper l'apparition de la cavitation de bord d'attaque.

### Moteurs

#### Moteur Diesel
- Certains grands moteurs Diesel souffrent de cavitation, due à un fort taux de compression dans de trop petits cylindres. Les vibrations de la paroi du cylindre induisent alternativement une basse puis une haute pression dans le liquide de refroidissement, contre la paroi du cylindre. Le résultat est une érosion de celle-ci, qui finit par laisser fuir des gaz de combustion dans le liquide de refroidissement. Il est possible de prévenir l'apparition de ce phénomène avec l'utilisation d'additifs chimiques dans le fluide de refroidissement, qui forment une couche de protection sur la paroi du cylindre. Cette couche est exposée à la même cavitation, mais peut se renouveler. En outre, une surpression réglementée dans le système de refroidissement (régulé et maintenu par la pression du ressort du bouchon de remplissage du liquide de refroidissement), empêche la formation de la cavitation.
- Le phénomène de cavitation peut apparaitre autour des chemises amovibles des cylindres des gros moteurs Diesel, créant une érosion profonde du métal[14]. Dès lors, la chemise devient inutilisable et doit être mise au rebut si les tolérances dimensionnelles sont dépassées. Si celles-ci sont respectées, une rénovation de la chemise amovible (ou chemise humide ou wet-sleeve) est possible, par un pré-usinage, puis un rechargement métallique au moyen d'un alliage spécifique, suivi d'un réalésage final pour remise aux cotes d'origine[15].
- Les phénomènes de cavitation peuvent aussi apparaître au niveau des injecteurs de carburant[16].

#### Moteur à essence
- Depuis les années 1980, des nouveaux modèles de moteurs à essence affichent également des phénomènes de cavitation. Ils sont une réponse des moteurs plus petits et plus légers, au volume de liquide de refroidissement réduit, et donc à une circulation plus rapide du fluide. Cela donne lieu à des changements rapides de la vitesse d'écoulement et des fluctuations rapides de la pression statique dans les zones de transfert de chaleur élevée. Il en résulte la formation de bulles de vapeur, perturbant les couches d'oxyde de protection (matériaux en fonte d'aluminium), empêchant l'action de certains inhibiteurs de corrosion (tels que les inhibiteurs à base de silicates).
- Le dernier problème apparu est l'effet de l'augmentation de température sur la réactivité électrochimique du métal de base et de ses composants d'alliage. Le résultat a été la formation de profondes cavités qui peuvent, à terme, perforer le moteur lors de son fonctionnement en charge élevée et à haute vitesse. Ces effets destructeurs peuvent être évités en grande partie par l'utilisation d'inhibiteurs de corrosion organiques ou, de préférence, par une nouvelle conception de la culasse du moteur, de façon à éviter certaines conditions induisant la cavitation.

## Utilisation de la cavitation
Mais inversement, la bonne compréhension du phénomène peut permettre de l'exploiter.

### Utilisations diverses

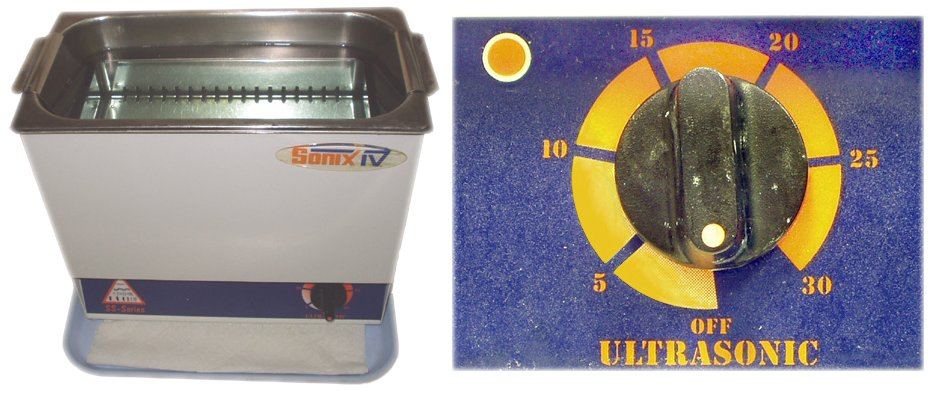
Nettoyeur à ultrasons.

#### Le nettoyage
Diverses applications pour le nettoyage ont été proposées, telles que le bain à ultrasons, comme, chez les opticiens, le nettoyage des paires de lunettes.

#### La sonochimie, la sonocatalyse et la sonoluminescence
Les ultrasons sont utilisés comme méthode d'activation pour certaines réactions chimiques (sonochimie). D'une part, comme pour le nettoyage à ultrasons, les ultrasons favorisent la division de particules solides ou de gouttelettes liquides des réactifs (fausse sonochimie), d'autre part, la température et la pression atteintes dans certaines bulles, donnent lieu à des réactions chimiques inhabituelles. Dans le cas de la sonocatalyse, ils servent aussi à amplifier l'effet de certains catalyseurs, à partir d'un phénomène appelé "cavitation acoustique" qui consiste en l'éclatement de bulles de cavitation dans le liquide irradié.
Dans certains cas, des radicaux sont produits à l'état excité, ce qui aboutit à une émission de lumière, phénomène appelé sonoluminescence. La première fois que ce phénomène a été observé et décrit scientifiquement, ce fut en 1934 à l'occasion d'expériences sur le sonar effectuées par H. Frenzel et H. Schultes à l'Université de Cologne.

#### La sonofusion
Certains chercheurs pensent qu'il est possible d'exploiter ces phénomènes acoustiques pour réaliser une fusion nucléaire : 
- Un brevet américain concernant la bubble fusion (en), ou sonofusion, a été déposé par Hugh Flynn, en 1978[20].
- Un autre brevet concernant le matériel de sonofusion a été déposé par le Dr Seth Putterman (UCLA), en 1997[21].

### Utilisation en médecine

#### Utilisation en urologie
Les ultrasons (lithotripsie extracorporelle) permettent de détruire les calculs vésicaux et rénaux.

#### Utilisation en esthétique
La lipocavitation est utilisée dans les soins minceur pour lutter contre la graisse localisée et agit sur la cellulite. Les appareils de cavitation utilisent des ultrasons de très basse fréquence agissant en profondeur sur la cellule adipeuse qui contient la vacuole de graisse.
Plus la fréquence est basse, plus ils pénètrent en profondeur. Les appareils minceur, de première ou de deuxième génération, utilisent des ultrasons de très basse fréquence, ou en haute fréquence.
La lipocavitation est adaptée aux personnes qui ne sont pas satisfaites de certaines zones remplies de dépôts graisseux (comme les bourrelets par exemple) mais qui ne veulent pas, non plus, subir une intervention chirurgicale telle que la liposuccion.

#### Impact dans le diagnostic médical
Il existe un risque médical, compte tenu des pressions négatives de crête de l'échographie de diagnostic, et que le risque de cavitation peut provoquer dans le corps. Cela peut avoir des effets thermiques ou mécaniques indésirables, dus aux ondes de choc. Certains effets indésirables ont déjà été observés dans des études in vivo effectuées sur l'animal. On suppose, en outre, que les agents de contraste augmentent la probabilité de l'apparition de la cavitation. Bien qu'aucun effet indésirable des ultrasons n'ait été observé, compte tenu des nombreux essais cliniques effectués sur des humains, selon les connaissances actuelles, les dommages sont cependant possibles. Pour une utilisation sûre de l'échographie, les recommandations et préconisations de la « World Federation for Ultrasound in Medecine and Biology » doivent être respectées.

### Utilisation enparodontologie
En dentisterie, les ultrasons permettent d'effectuer le détartrage dentaire, et c'est le moyen le plus utilisé. Un fin embout métallique vibrant à haute fréquence est passé sur les surfaces dentaires recouvertes de tartre, ce qui permet le décollement de celui-ci. De l'eau est constamment projetée, ce qui permet à la fois, le refroidissement du processus et l'élimination du tartre, fractionné par cavitation. L'aspiration simultanée permet d'éliminer en continu l'eau, les débris de tartre et la salive.

### Utilisations dans l'industrie agroalimentaire
Dans l'industrie agroalimentaire, on utilise les ultrasons de puissance, afin d'améliorer la qualité des aliments, leur texture (homogénéisation, émulsification, gélification), ainsi que leur conservation,.
Les bulles de cavitation, produites par ces ultrasons dans des liquides, peuvent servir :
- de catalyseur dans des réactions chimiques,
- à émulsionner des liquides, non miscibles par nature, au niveau des micro-gouttelettes produites,
- à l'amélioration du pouvoir gélifiant ou épaississant, d'agents texturants, comme l'amidon ou la gélatine,
- à l'augmentation du pouvoir moussant, par exemple, du blanc d'œuf,
- à l'augmentation de la qualité du saumurage, contribuant ainsi, à la conservation de la viande[29].

La technique de la cavitation ultrasonique, est aussi utilisée pour dissocier les cellules végétales, en extraire le matériel intracellulaire, et ainsi améliorer le processus d'extraction des principes actifs recherchés.
C'est le cas, en particulier, du safran, épice la plus chère au monde (de l'ordre de 14 euros, le gramme), compte tenu qu'il est nécessaire d'obtenir entre 100 000 fleurs et 200 000 fleurs de crocus, pour extraire 1 kilogramme de cette épice. La technique de l'échographie, appliquée à ce végétal, (le Crocus sativus), permet d'en extraire plus de 150 substances aromatiques volatiles ainsi que les composés actifs non volatils.
Une étude scientifique a montré que l'ultrasonication (en) : 
- permet d'augmenter le rendement de l'extraction,
- de réduire les délais de traitement, compte tenu que les fleurs ne peuvent être récoltées que pendant deux semaines, chaque année, à l'automne[30].

### Utilisation dans l'industrie pétrolière ou gazière

#### Injection hydrodynamique
La cavitation est un phénomène utilisé pour améliorer la performance de la technique de forage de puits, tant dans l'industrie pétrolière que dans l'industrie gazière. L'avantage de cette méthode est qu'elle combine les effets positifs des méthodes de forage vibratoires et rotatives, en associant : 
- la cavitation, et les effets dynamiques des ondes de choc, produites à haute fréquence,
- aux effets statiques de l'outil de coupe de type trépan, utilisant l'eau ou un autre fluide de fracturation, que le forage soit vertical ou horizontal[31].

#### Nettoyage ultrasonique du matériel
Le système de nettoyage par ultrasons est utilisé pour améliorer le nettoyage des équipements de traitement d'hydrocarbures contaminés ou corrodés. Le système utilise une combinaison d'ultrasons, de produits chimiques et de chaleur pour fournir des résultats de nettoyage supérieurs, tout en consommant moins d'énergie et d'eau. Cela réduit également considérablement les déchets. L'unité est mobile et peut être installée dans une baie de lavage en raffinerie ou à bord d'une plate-forme offshore.

## La cavitation dans les adhésifs
Dans les adhésifs mous, la cavitation provient de la force avec laquelle on tire sur le matériau pour rompre l'adhésion. La croissance des cavités occasionne de grandes déformations du matériau et la naissance de bulles de gaz. La dépression induite est à l'origine du phénomène de cavitation.

## Supercavitation
La supercavitation est l'utilisation des effets de cavitation pour créer une grande bulle de gaz à l'intérieur d'un liquide, permettant à un objet de voyager à grande vitesse dans ce liquide en étant complètement enveloppé par la bulle. La cavité (c'est-à-dire la bulle) réduit le frottement sur l'objet et fait de la supercavitation une technologie très attrayante et pour cause : le frottement dans l'eau est environ 1 000 fois plus grand que dans l'air. La supercavitation est assez étudiée en magnétohydrodynamique (MHD).

## La cavitation dans la nature
La cavitation est exploitée de façon assez singulière dans la nature par la crevette pistolet qui possède l'une de ses pinces sur-développée par rapport à l'autre. Lorsqu'elle referme cette énorme pince il en résulte un écoulement très violent engendrant une bulle de cavitation hydrodynamique, qui, en implosant, émet une onde de choc susceptible d'assommer voire tuer le plancton environnant. Selon un article paru dans la revue scientifique Science, on a longtemps cru que le bruit provenait de la pince elle-même, avant qu'une équipe néerlandaise démontre l'apparition d'une bulle de cavitation à l'aide d'une caméra rapide. La même équipe a d'ailleurs démontré que cette bulle était luminescente. Selon un documentaire, il s'agit de sonoluminescence, un bref point chaud d'une température d'au moins 5 000 kelvins, un éclair lumineux et une onde de choc que la crevette utilise pour capturer sa proie. La squille multicolore est également capable de produire des bulles de cavitation avec ses pattes. Un phénomène comparable a été observé chez le poulpe commun.
La cavitation existe aussi chez les plantes vasculaires, elle intervient dans le xylème. Les bulles de vapeur d'eau rompent la continuité de la colonne d'eau et par conséquent les feuilles ne sont plus hydratées. Des épisodes récurrents de cavitation vont menacer la survie de la plante.